# 第四次加奧戰鬥
第四次加奧戰鬥（4th battle of Gao）是發生於2013年2月20日至2月23日，在馬利加奧所進行的戰鬥，最終由馬利與法國的聯軍取勝。